# Buir (Kerpen)
Buir is een plaats in het uiterste westen van de Duitse gemeente Kerpen, deelstaat Noordrijn-Westfalen, en telt 3.904 inwoners (2020).

## Ligging, economie en infrastructuur
Het dorp ligt aan de noordrand van de Zülpicher Börde, een vrij vlak, door de lössbodems vruchtbaar, intensief gebruikt landbouwgebied. Het landschap is weids en doet door het geringe aantal bomen hier en daar kaal aan. De landbouw is in Buir niet meer van groot economisch belang.
Buir ligt in het Rijnlands bruinkoolgebied nabij de bruinkoolgroeve Hambach, op de grens met de gemeente Merzenich (Noordrijn-Westfalen). Het is een typisch forensendorp met veel woonwijken van na de Tweede Wereldoorlog. Veel inwoners van Buir werken in de omliggende steden , zoals Keulen en Düren.

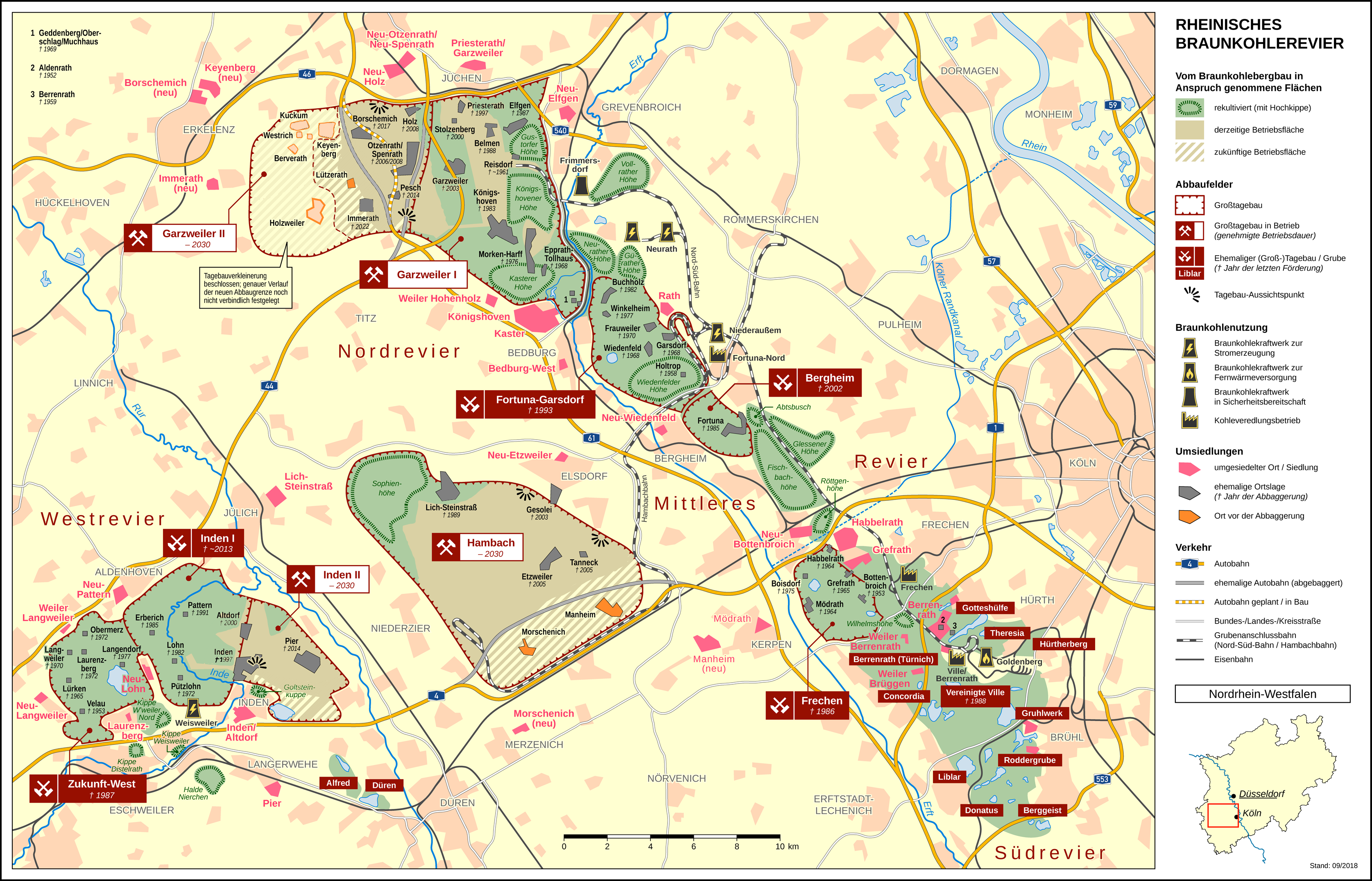
Kaart Rijnlands bruinkoolgebied. Buir ligt juist ten zuiden van het vroegere Manheim (midden onder).

### Wegverkeer
Direct ten noorden van Buir loopt  de autosnelweg A4 (van west naar oost: Aken - Görlitz).  De A4 is rond 2014 nabij Buir vanwege de bruinkoolwinning ruim 1,5 km zuidwaarts verlegd en loopt sindsdien parallel aan de spoorlijn Keulen-Aken.
Afritten van de Autobahnen op enkele kilometers ten oosten van Buir zijn de nummers 7b en 8 van de A4.
Drie km ten zuiden van Buir ligt Golzheim aan de Bundesstraße 264 naar Düren.

### Openbaar vervoer

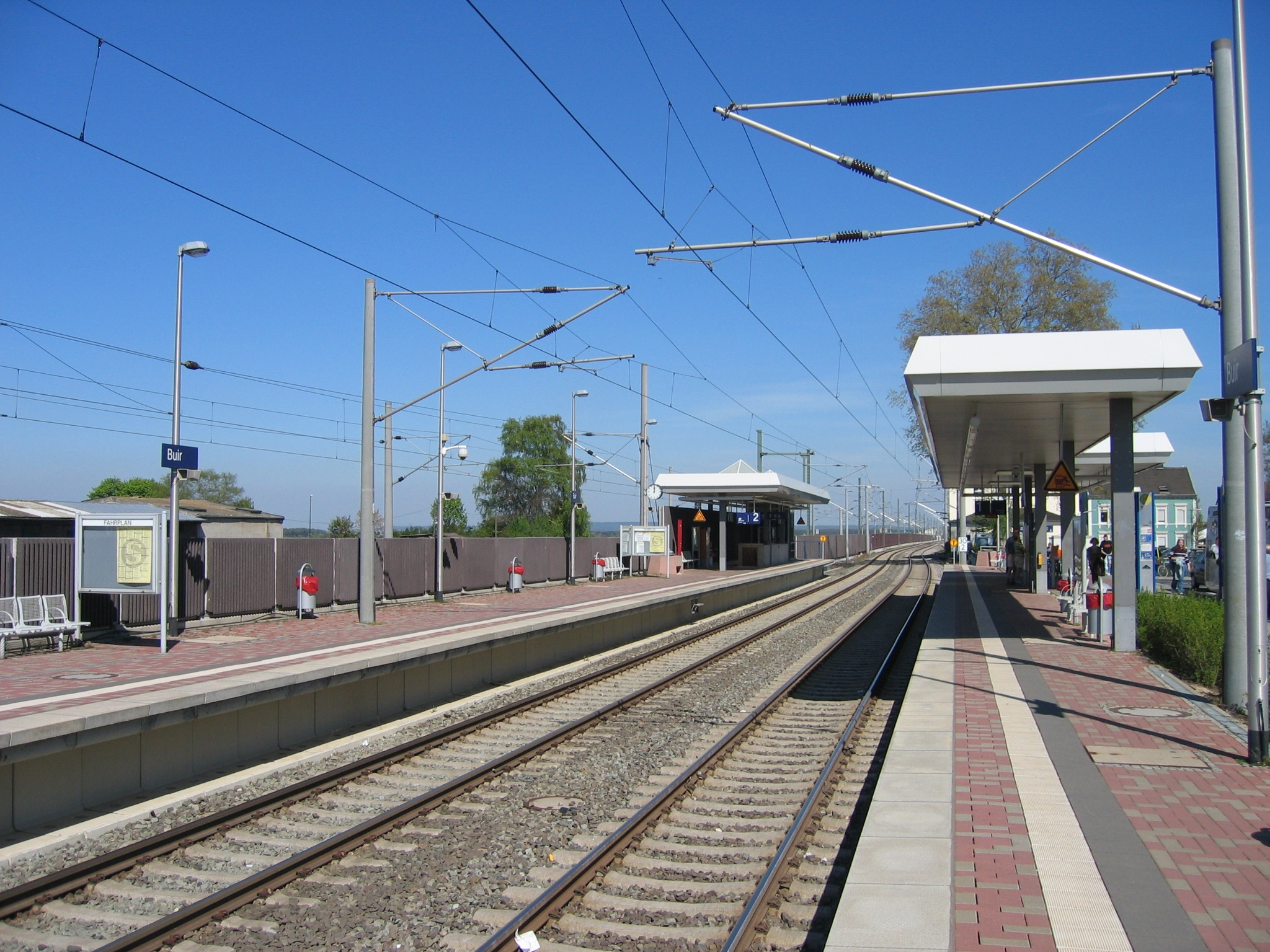
Station Buir

Buir heeft een treinstation aan de spoorlijn Keulen - Aken, Station Buir. Op dit station stoppen alleen de treinen van (sedert 2020: lijn S19 van) de S-Bahn van Keulen. In november 1929 gebeurde bij station Buir een ernstig treinongeluk, waarbij 16 doden vielen.
Vanuit Buir rijden  op werkdagen streekbussen naar station Düren, Sindorf en Kerpen-stad.

## Geschiedenis
Buir werd op 1 april 1003 als „Puire“ voor het eerst in een document vermeld. Dit document is toegeschreven aan Heribert van Keulen, aartsbisschop van die stad.
Buir was blijkens een 14e-eeuws document een van de 15 dorpen bij het legendarische Bürgewald ( zie: Arnoldsweiler), die een jaarlijkse belasting in natura moesten betalen in de vorm van bijenwas voor kerkkaarsen.

## Monumentale gebouwen; bezienswaardigheden
- De oudste kerk van Buir is de in 1891 voltooide, neogotische  St. Michaëlskerk.
- Niet zeer ver ten oosten van Buir, nabij het bedrijventerrein Europarc aan de A4, ligt de kartbaan Erftlandring, bekend omdat de beroemde autocoureur Michael Schumacher er leerde racen. Zie verder Manheim.

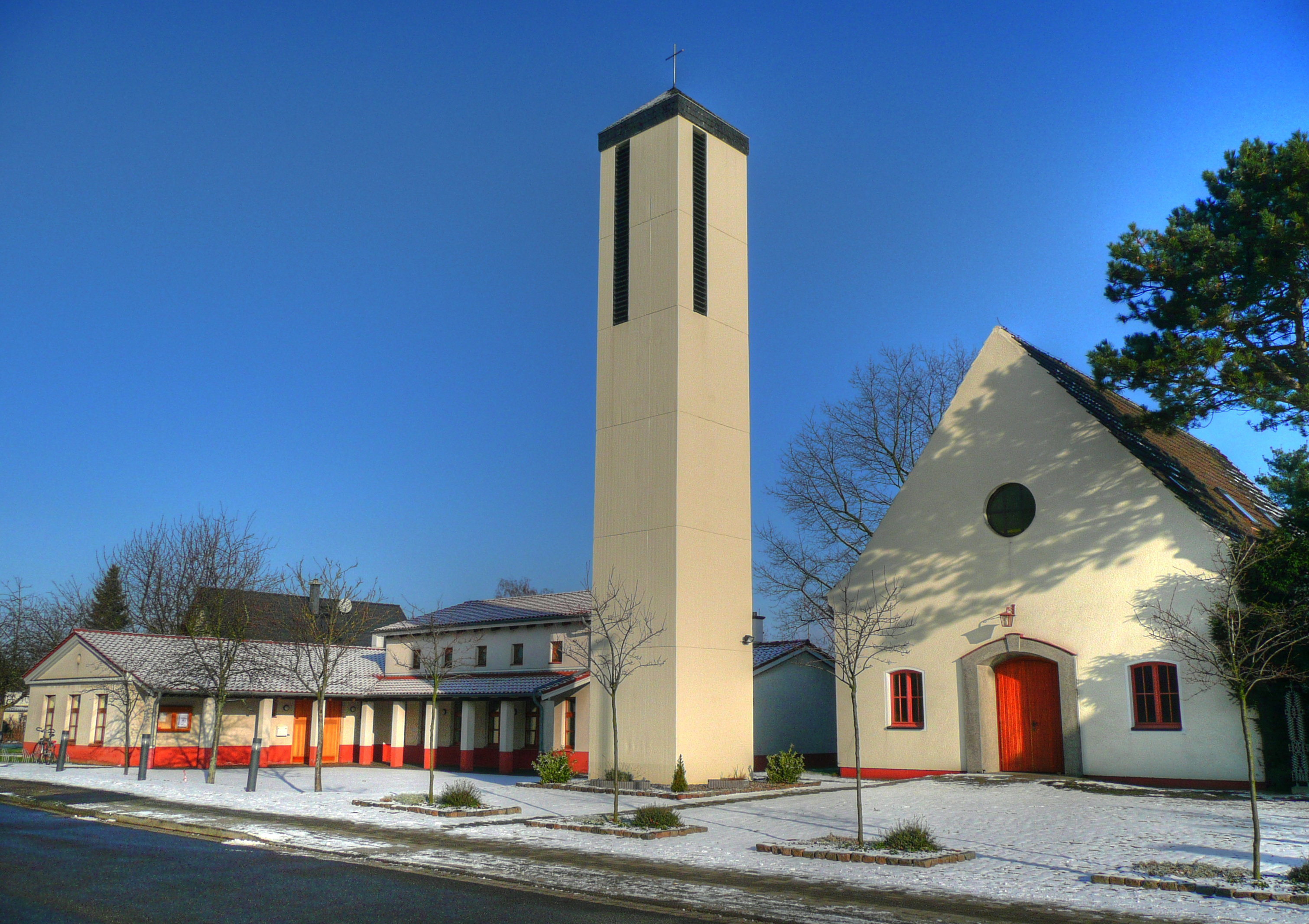
Evangelisch-lutherse kerk van Buir